# パロマー天文台
パロマー天文台（パロマーてんもんだい、英語: Palomar Observatory）は、アメリカ合衆国カリフォルニア州のサンディエゴ郡にある天文台である。サンディエゴの北東80キロメートルにあるパロマー山頂に位置している。日本語ではしばしば「パロマー山天文台」とも呼ばれる。カリフォルニア工科大学（カルテク）所属。
2005年現在、天文台には4つの主な望遠鏡：口径200インチ (5.08m) ヘール望遠鏡、48インチ (1.22m) サミュエル・オシン望遠鏡、18インチ (457mm) シュミット式望遠鏡、60インチ (1.52m) 反射望遠鏡がある。これらに加えてパロマー試験干渉計 (Palomar Testbed Interferometer) も設置されている。

## ヘール望遠鏡
この天文台の200インチ (5.08 m) 望遠鏡は天文学者ジョージ・ヘールの名前にちなんで命名されている。この望遠鏡はロックフェラー財団から600万ドルの資金援助を得てカリフォルニア工科大学によって建設され、コーニング・グラス・ワークスによってパイレックス製のミラーブランクが製造された。完成当時世界最大だったこの望遠鏡は1948年にファーストライトを迎えた。エドウィン・ハッブルが最初に観測に使用した。
ヘール望遠鏡は100を越える小惑星を発見した。コーニングでは実物の製造に先立ち1/10の試験鏡材を鋳造した。コーニングの功績を称えて小惑星(34419)コーニングに名づけられた。
ヘール望遠鏡はカリフォルニア工科大学、ジェット推進研究所、コーネル大学の共同体によって運営されている。

## パロマー天文台スカイサーベイ
パロマー天文台スカイサーベイ（Palomar Observatory Sky Survey, POSS）はナショナルジオグラフィック協会の出資によって行われ、1958年に完了したプロジェクトである。最初の乾板は1948年11月に撮影され、1958年4月に完了した。このサーベイ観測はスペクトロスコピック感光材料による14インチ2（6度2）の写真乾板を用い、48インチ (1.22m) サミュエル・オシンシュミット式望遠鏡を使って行われた。このサーベイでは赤緯+90°（天の北極）から-27°までの全ての赤経にわたって、+22等級の感度（人間の肉眼の限界のおよそ100万分の1の明るさ）で撮影された。1957年から1958年にかけて、POSS の撮影範囲を南天に赤緯-33°まで広げた拡張版の撮影が行われた。最終的に完成した POSS はコダックの103a-Oによる青色域写真、コダック103a-Eによる赤色域写真からなり、937組の乾板で構成されている。
オーストラリアの電波天文学者 J. B. ホワイトオークは同じ撮影機材を使ってこのサーベイをさらに南の赤緯-45°まで拡張した。彼は北天の POSS の対応する赤緯領域と同じ視野中心位置を採用して撮影を行ったが、このホワイトオーク拡張版サーベイはPOSSと異なり、コダック103a-Eによる赤色域写真乾板のみからなっている。
2ミクロンスカイサーベイ (2MASS) が完成するまで、POSS は最も広い領域をカバーする広角スカイサーベイだった。スローン・デジタル・スカイサーベイ (SDSS) が完了すれば感度の点では POSS をしのぐものになるはずだが、POSS は SDSS の約2.5倍の天域をカバーしている。POSS は写真乾板をスキャンしたデジタルデータ形式でも存在しており、デジタル画像としてはデジタイズド・スカイ・サーベイ (DSS)  が、またカタログ形式としてはミネソタ自動乾板スキャナカタログ (Minnesota Automated Plate Scanner (MAPS) Catalog)  が利用できる。

## 現在の研究活動
近年、パロマーで行われていた研究プログラムの一つに、数多くの小惑星を発見した地球近傍小惑星追跡プログラム(NEAT)がある。
このプログラムでは、2001年秋から始まった、天の赤道付近の帯状領域のマッピング観測を行うパロマーの QUEST 変光サーベイ  を利用している。この探索プロジェクトでは2003年夏にパロマーの48インチ (1.22m) サミュエル・オシンシュミット式望遠鏡に取り付けた新しいカメラに撮影機材を切り替え、これによる観測結果は地球近傍小惑星追跡プログラムを含むいくつかのプロジェクトで使われている。QUEST の結果を使っている別のプログラムとして、2003年11月14日に(90377)セドナを発見し、その他約40個のカイパーベルト天体を発見しているプロジェクトがある。このカメラを利用しているまた別のプログラムとしては、シュリ・カルカーニによるガンマ線バーストの探索プロジェクトもある。（バースト発生後すぐに反応して減光しつつあるバーストを連続撮影することができるため、このプロジェクトでは QUEST の自動望遠鏡の能力が利点となっている。）その他にリチャード・エリスによる超新星を用いた宇宙の加速膨張のテストや S. ジョージ・ジョルゴフスキーのクエーサー探索なども行われている。
このカメラ自体は112個のモザイクCCDによってシュミット式望遠鏡の全視野（4°×4°）をカバーするもので、現在天文学の分野で使われているモザイクCCDとしては最大である。

## 現況
2007年10月23日にカリフォルニア州南部で発生した山火事のため一時閉鎖されたが、11月初旬再開された。

## 関連書籍
- The Perfect Machine: Building the Palomar Telescope by Ronald Florence, ISBN 0060926708
- D・O・ウッドベリー 『パロマーの巨人望遠鏡〈上〉』 関・湯澤・成相訳、岩波書店、ISBN 4003394216
- D・O・ウッドベリー 『パロマーの巨人望遠鏡〈下〉』 関・湯澤・成相訳、岩波書店、ISBN 4003394224
- リチャード・プレストン　『ビッグ・アイ』　小尾信彌監修　野本陽代訳、朝日新聞社、ISBN 4-02-256047-9